# فناء آمون-رع

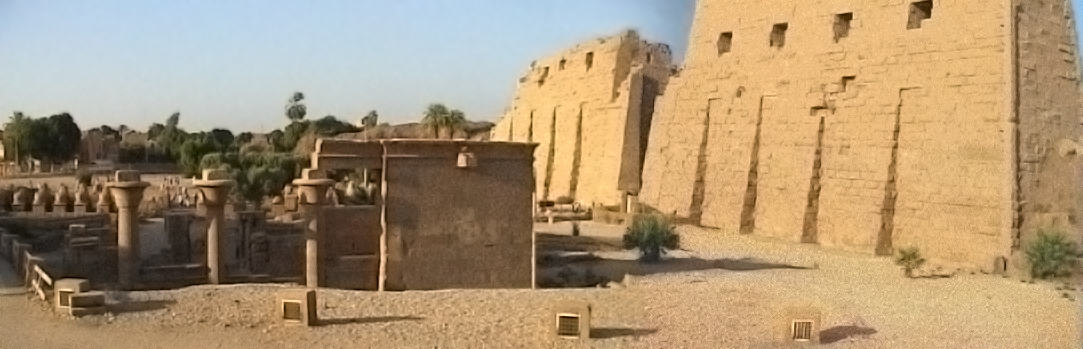
وسط الفناء

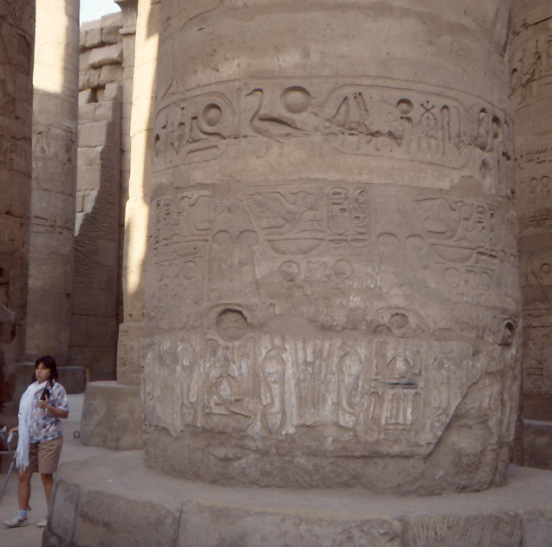
العمود في صالة الأعمدة الكبرى

مجمع آمون-رع, الواقع في الأقصر بمصر، هو واحد من أربعة من مجمعات المعابد المصرية الرئيسية التي تشكل مجمع معابد الكرنك الضخم. يُعتبر هذا المجمع الأكبر بلا منازع من بين المجمعات الأربعة وهو الوحيد المفتوح للعامة. المجمع مكرس للإله الرئيسي في ثالوث طيبة، آمون، في صورة آمون-رع.
يشغل الموقع مساحة تبلغ حوالي 250,000 متر مربع ويحتوي على العديد من المباني والمعالم. يغطي المعبد الرئيسي، معبد آمون، حوالي 61 فدانًا. بعض أجزاء المجمع مغلقة أو شبه مغلقة، بما في ذلك أجزاء كبيرة من المحور الشمالي-الجنوبي (البوابات/الصروح الثامن والتاسع والعاشر)، والتي تخضع حاليًا لأعمال التنقيب أو الترميم. الزاوية الجنوبية الشرقية بأكملها شبه مغلقة. الزاوية الشمالية الغربية هي متحف يتطلب تذكرة إضافية للدخول.
معظم الجزء الجنوبي الغربي عبارة عن منطقة تجمع في الهواء الطلق تحتوي على ملايين من قطع الحجر، تتراوح من صغيرة إلى كبيرة جدًا، مرتبة في صفوف طويلة، بانتظار إعادة تجميعها في نصبها التذكارية. المنطقة ليست مغلقة، حيث تقع معابد خونسو وإيبت في هذه الزاوية وهي مفتوحة للجمهور، على الرغم من أن زياراتها نادرة نسبيًا مقارنة بالعدد الهائل من السياح الذين يأتون إلى الكرنك. يوجد أيضًا في هذه المنطقة مشروع معبد أخناتون، في مبنى طويل مغلق يحتوي على البقايا الناجية من معبد أمنحتب الرابع (أخناتون) الذي تم تفكيكه.

## التاريخ
يرتبط تاريخ مجمع الكرنك بشكل كبير بتاريخ مدينة طيبة. لم تكن المدينة ذات أهمية تذكر قبل الأسرة المصرية الحادية عشرة، وأي بناء معابد في تلك الفترة كان صغيرًا وغير مهم، وكانت الأضرحة مكرسة للإله المبكر لطيبة، مونتو. أقدم قطعة أثرية تم العثور عليها في منطقة المعبد هي عمود صغير ثماني الجوانب يعود إلى الأسرة الحادية عشرة، يذكر فيه آمون-رع. كما يذكر قبر إنتف الثاني "بيت آمون"، مما يشير إلى وجود هيكل ما، سواء كان ضريحًا أو معبدًا صغيرًا، غير معروف. كان الاسم القديم للكرنك هو إيبت-سوت (ويترجم عادة إلى "الأماكن المصطفاة") وكان يشير في الأساس إلى الهياكل المركزية الأساسية لمجمع آمون-رع، وكان هذا الاسم مستخدمًا منذ الأسرة الحادية عشرة، مما يوحي بوجود شكل من أشكال المعابد قبل توسع المملكة الوسطى.

## المحور الشرقي-الغربي

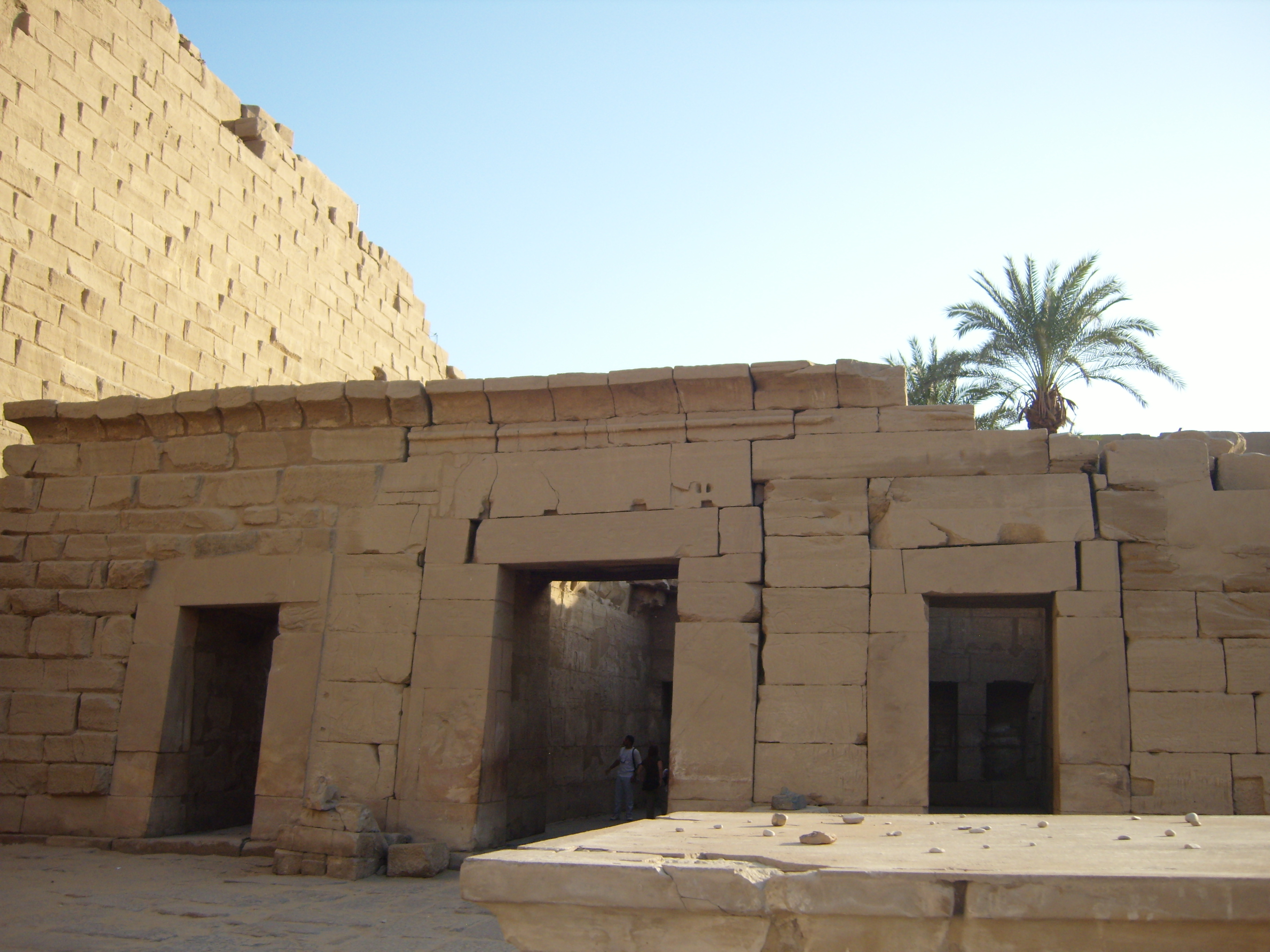
مقاصير استراحة سيتي الثاني

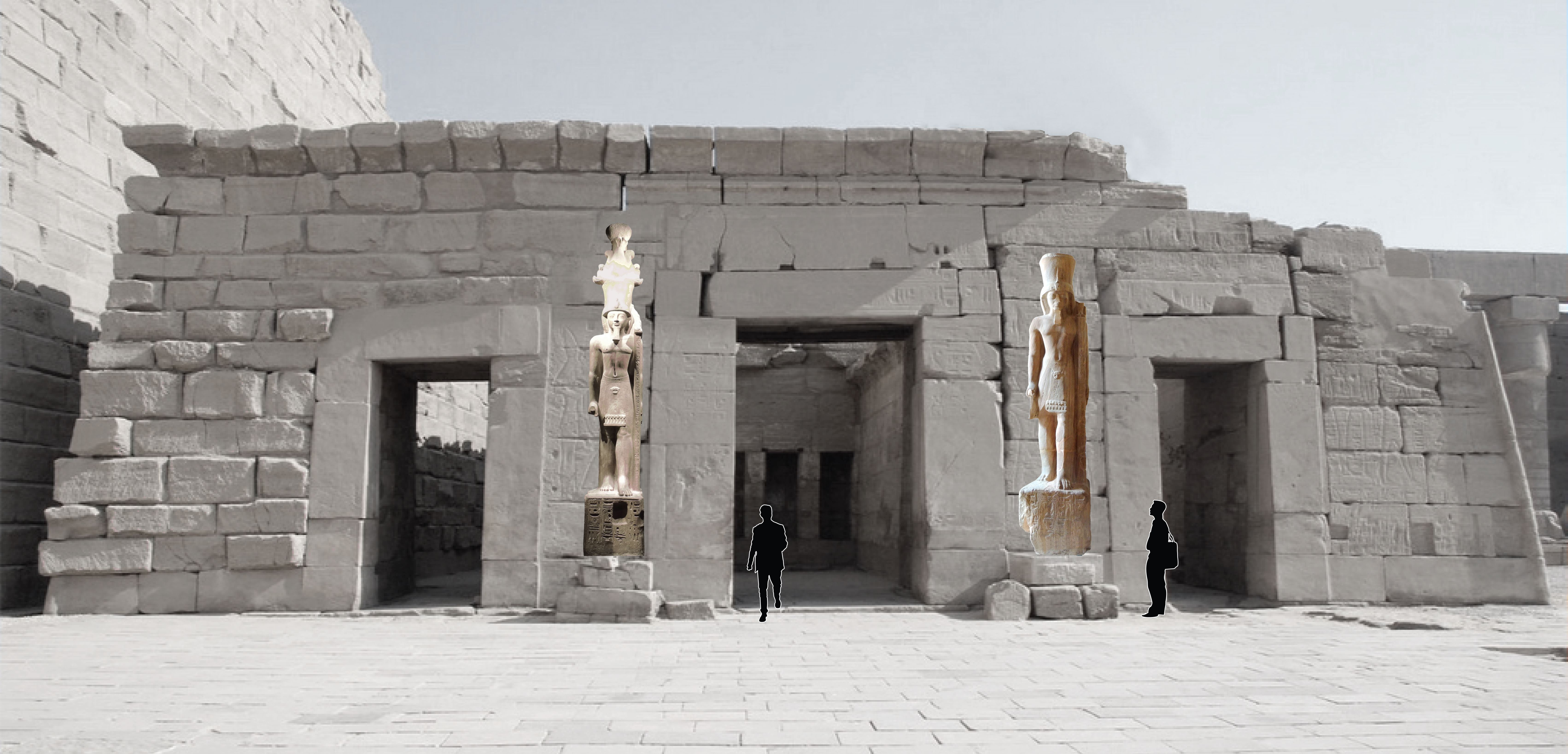
الفناء الكبير مع مدخل إلى مصليات القوارب المقدسة لسيتي الثاني، مع إعادة بناء موقع تمثال كبير للملك الموجود الآن في المتحف المصري بتورينو (على اليسار) وتمثال آخر مماثل (على اليمين) في متحف اللوفر.

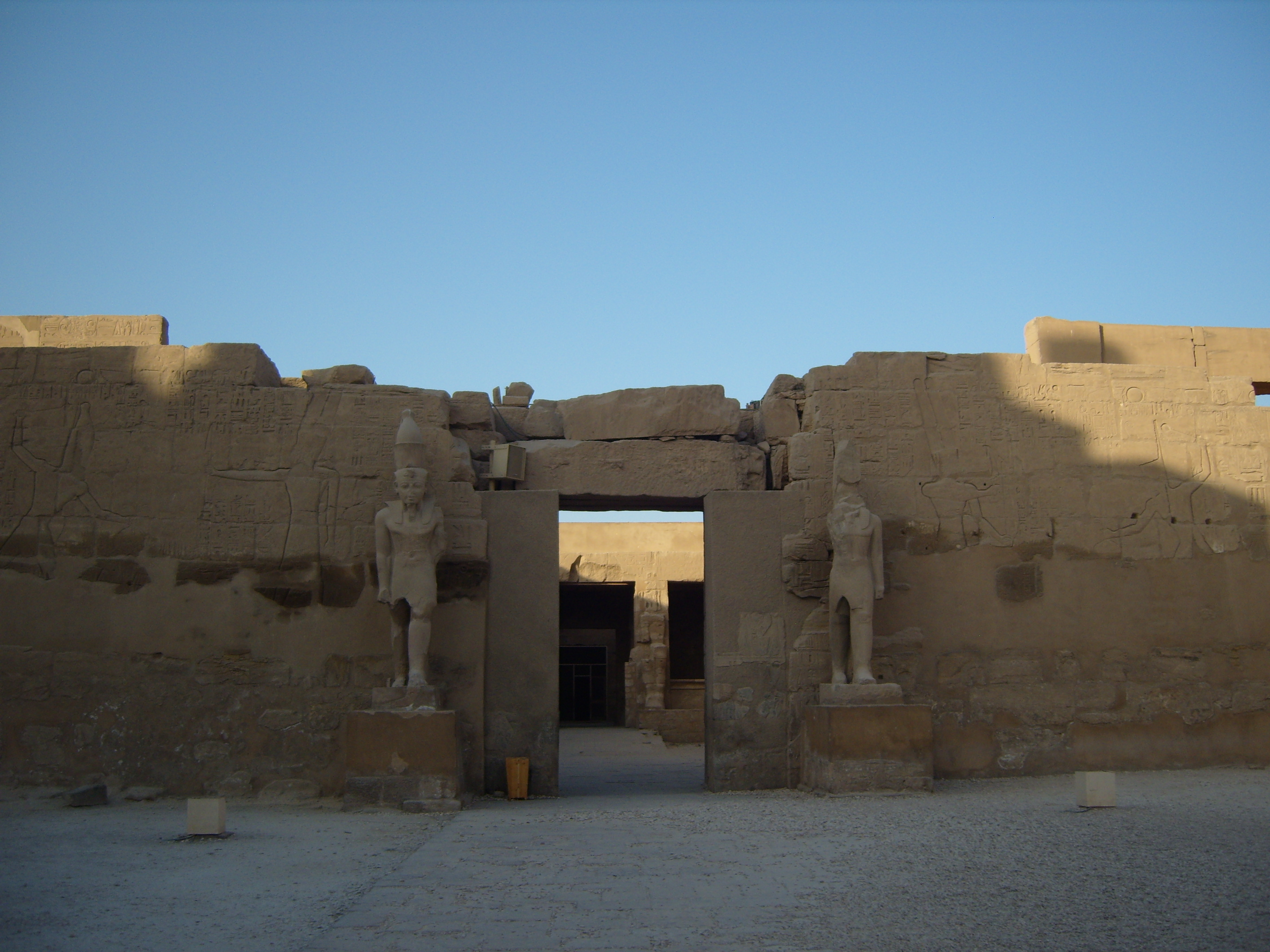
مدخل معبد رمسيس الثالث

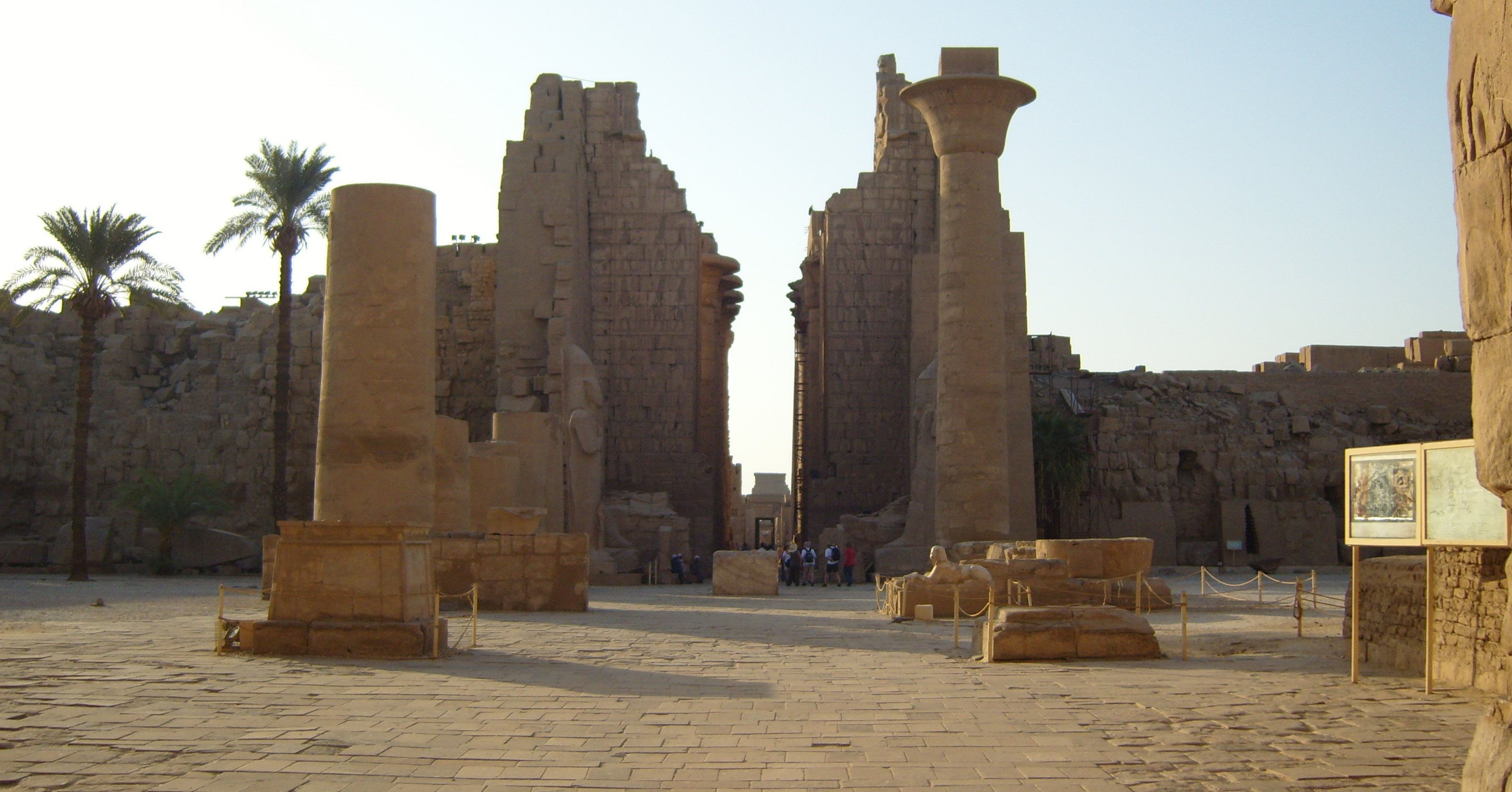
البوابة الثانية مصورة من الجانب الغربي

تم تصميم المعبد الرئيسي على محور شرق-غرب، وكان يتم الدخول إليه عبر رصيف (الذي أصبح الآن جافًا ويبعد عدة مئات من الأمتار عن النيل).

### شرفة العبادة
يقع المدخل الحديث فوق نهاية شرفة العبادة القديمة (أو المنبر)، مما يجعل معظم الزوار يفوتون هذه الميزة المهمة. تم نقش مستويات الفيضان على الشرفة (رغم أن العديد منها تآكل الآن) لعدة ملوك من فترة الانتقال الثالثة، والمعروفة مجتمعة باسم نصوص مستويات النيل. وغالبًا ما يُعتقد خطأً أن شرفة العبادة كانت مرسى أو رصيفًا، لكن أمثلة أخرى، مثل تلك الموجودة في معبد حتحور في دير المدينة، لا تصل إلى المياه. كان الغرض منها عرض صور العبادة.

### طريق الكباش
في الأصل، كان الرصيف يؤدي عبر ممر من تماثيل كباش عل هيئة أبي الهول إلى مدخل البوابة الثانية الصرح، لكن تم نقلها جانبًا عندما تم بناء البوابة الأولى.

### البوابة الأولى
بدأ بناء البوابة الحالية في الأسرة الثلاثين، لكنها لم تكتمل تمامًا. يبلغ عرضها 113 مترًا وسمكها 15 مترًا. يوجد عدد كبير من الطوب الطيني المتكدس على الجانب الداخلي من البوابة، مما يوضح كيفية بنائها.

### الفناء الأمامي
شمل بناء البوابة الأولى الأصلية والفناء الأمامي في الأسرة الثانية والعشرون عدة هياكل أقدم، مما أدى إلى نقل الممر الأصلي لتماثيل الكباش.

#### مقاصير القوارب المقدسة
تم بناء هذه المقاصير في عهد سيتي الثاني، وهي مكرسة للاستراحة قارب آمون وموت وخونسو المقدسة.

#### كشك طهارقة
لإنشاء هذا الكشك، تم إزالة ممر تماثيل الكباش وتم نقل التماثيل إلى أطراف الفناء المفتوح. تبقى عمود واحد في مكانه، يحمل نقوشًا لـ طهارقة وبسامتيك الثاني وبطليموس الرابع فيلوباتور.

### معبد رمسيس الثالث
على الجانب الجنوبي من الفناء الأمامي، يوجد معبد صغير بناه رمسيس الثالث. تُظهر النقوش داخل المعبد الملك وهو يذبح الأسرى، بينما ينظر إليه آمون-رع.

### بوابة بوباستيس
تسمح هذه البوابة بالخروج من الفناء الأول إلى المنطقة الواقعة جنوب معبد رمسيس الثالث. وهي تسجل الفتوحات والحملات العسكرية في سوريا وفلسطين التي قام بها شيشنق الأول من الأسرة الثانية والعشرين.

### البوابة الثانية
تم بناء هذه البوابة بواسطة حورمحب قرب نهاية حكمه ولم يُزخرفها بالكامل بنفسه. استولى رمسيس الأول على نقوش حورمحب وأضاف نقوشه الخاصة، والتي استولى عليها فيما بعد رمسيس الثاني. أصبح الجانب الشرقي (الخلفي) من البوابة هو الجدار الغربي للقاعة الكبرى للأعمدة التي بنيت في عهد سيتي الأول، والذي أضاف بعض الصور التكريمية للراحل رمسيس الأول كتعويض عن محوه لصور والده عند بناء القاعة.
قام حورمحب بملء الأبراج الداخلية للبوابة بآلاف من الكتل المعاد تدويرها من آثار أسلافه، وخاصة كتل تل العمارنة من آثار أخناتون إلى جانب معبد توت عنخ آمون وآي.
انهار سقف البوابة الثانية في العصور القديمة المتأخرة وتم ترميمه لاحقًا في زمن الأسرة البطلمية.

### قاعة الأعمدة الكبرى

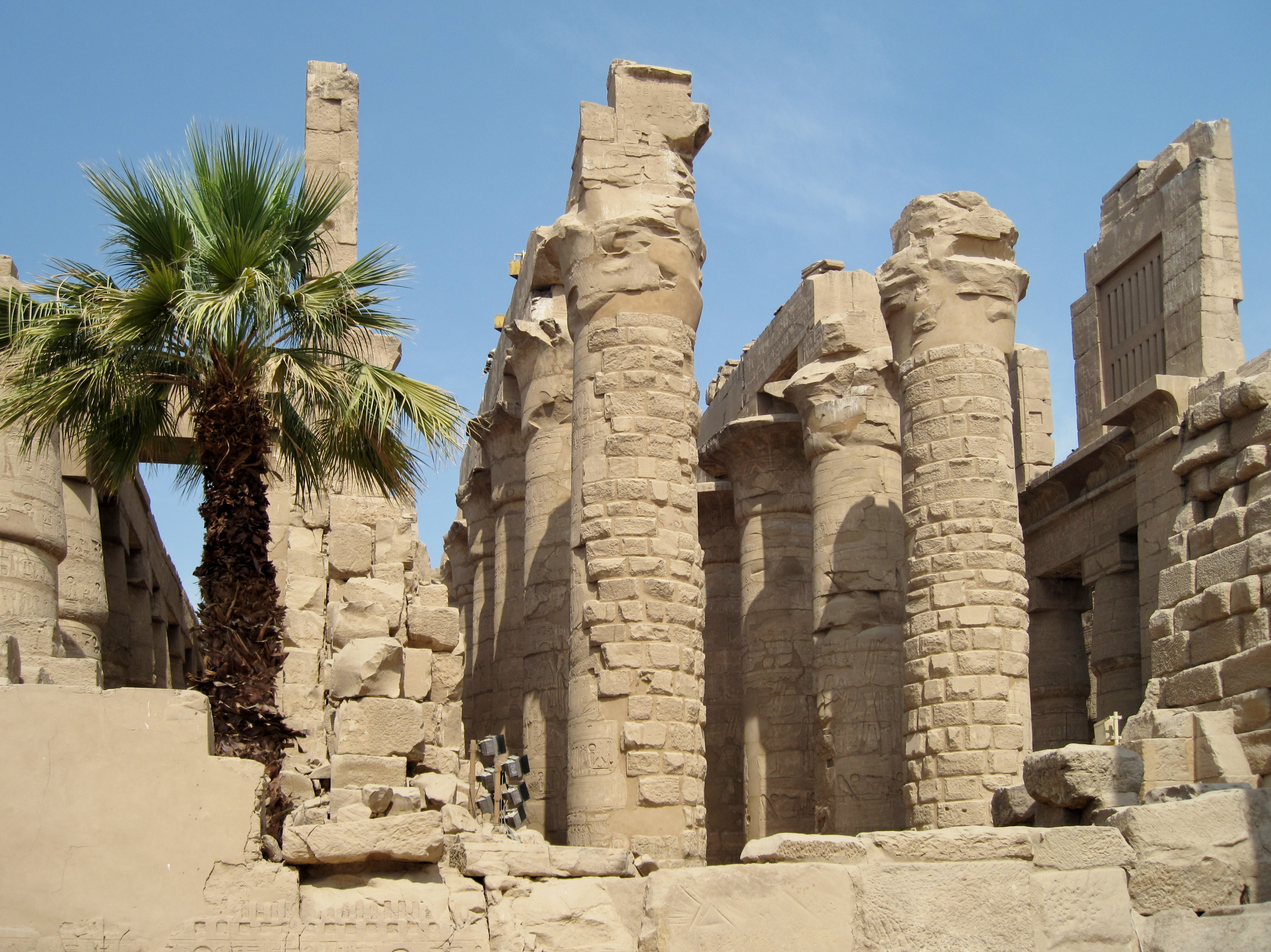
أعمدة القاعة الكبرى للأعمدة

بدأ بناء قاعة الأعمدة الكبرى في عهد سيتي الأول، وأتمها رمسيس الثاني. الجزء الشمالي من القاعة مزخرف بنقوش بارزة قام بها سيتي الأول. وقد بدأ في تزيين الجزء الجنوبي من القاعة قبل وفاته، لكن هذا الجزء اكتمل إلى حد كبير بواسطة ابنه رمسيس الثاني. في البداية، كانت نقوش رمسيس على شكل نقوش بارزة، ولكنه سرعان ما تحول إلى النقوش الغائرة ثم قام بتحويل النقوش البارزة في الجزء الجنوبي، بما في ذلك بعض نقوش سيتي، إلى نقوش غائرة. ترك رمسيس النقوش البارزة الخاصة بسيتي في الجناح الشمالي كما هي.
تصور الجدران الخارجية مشاهد من المعارك، حيث تظهر سيتي الأول على الجدار الشمالي ورمسيس الثاني على الجدار الجنوبي. قد لا تعكس هذه المشاهد معارك فعلية بل قد يكون لها غرض شعائري أيضًا. على الجدار الجنوبي لرمسيس الثاني يوجد جدار آخر يحتوي على نص معاهدة السلام التي وقعها مع الحثيين في السنة الحادية والعشرين من حكمه.

### البوابة الثالثة
من خلال جدران القاعة الكبرى للأعمدة توجد القاعة العرضية التي تم إعادة بناء بوابتها الثالثة في عهد أمنحتب الثالث. على الرغم من أنها مدمرة بشكل كبير، إلا أنها كانت رائعة جدًا في العصور القديمة، حتى أن أجزاء منها كانت مطلية بالذهب بواسطة أمنحتب الثالث. أضاف أمنحتب دهليزًا في أواخر عهده وزينه جزئيًا بمشاهد انتصارية غير مكتملة قبل أن يتوقف عن المشروع بسبب الثورة الدينية التي قادها ابنه أخناتون.
أثناء بناء البوابة الثالثة، قام أمنحتب بتفكيك عدد من الآثار القديمة، بما في ذلك بوابة صغيرة بناها في وقت سابق من حكمه. وقد وضع مئات من الكتل من هذه الآثار داخل أبراج البوابة كمواد تعبئة. تم استرداد هذه الكتل من قبل علماء المصريات في أوائل القرن العشرين، مما أدى إلى إعادة بناء العديد من المعالم المفقودة، بما في ذلك "المصلى الأبيض" لـ سنوسرت الأول و"المصلى الأحمر" للملكة حتشبسوت، وكلاهما موجودان الآن في المتحف المفتوح في الكرنك.
عندما تم بناء البوابة الثالثة، تم تغليفها بالذهب وزُينت بالأحجار الكريمة، كما يروي أمنحتب الثالث على لوحة موجودة الآن في المتحف المصري بالقاهرة:
| فناء آمون-رع | صنع الملك نصبًا تذكاريًا لآمون، بإقامة بوابة عظيمة جدًا أمام آمون-رع سيد عروش الأرضين، مغلفة بالكامل بالذهب، وصورة إلهية تستحق الاحترام، مليئة بالفيروز [نصف طن]، مغلفة بالذهب والعديد من الأحجار [ثلثي طن من اليشب]. لم يُصنع مثلها من قبل... أرضيتها كانت من الفضة الخالصة، ومدخلها الأمامي مُزود بلوحات من اللازورد، واحدة على كل جانب. أبراجها المزدوجة تقترب من السماء، مثل الأعمدة الأربعة التي تدعم السماء. أعمدة أعلامها تلمع باتجاه السماء مغلفة بالإلكتروم. | فناء آمون-رع |

تم ترميم النقوش على البوابة لاحقًا بواسطة توت عنخ آمون، الذي أضاف صورًا لنفسه. هذه الصور تم محوها لاحقًا من قبل حورمحب. لطالما كان يُعتقد أن الصور الممحوة لتوت عنخ آمون كانت لـ أخناتون نفسه، وكانت تُعتبر دليلًا على فترة حكم مشترك بينه وبين أمنحتب الثالث، لكن معظم العلماء الآن يرفضون هذا الرأي.

### مسلتا تحتمس الأول وحتشبسوت

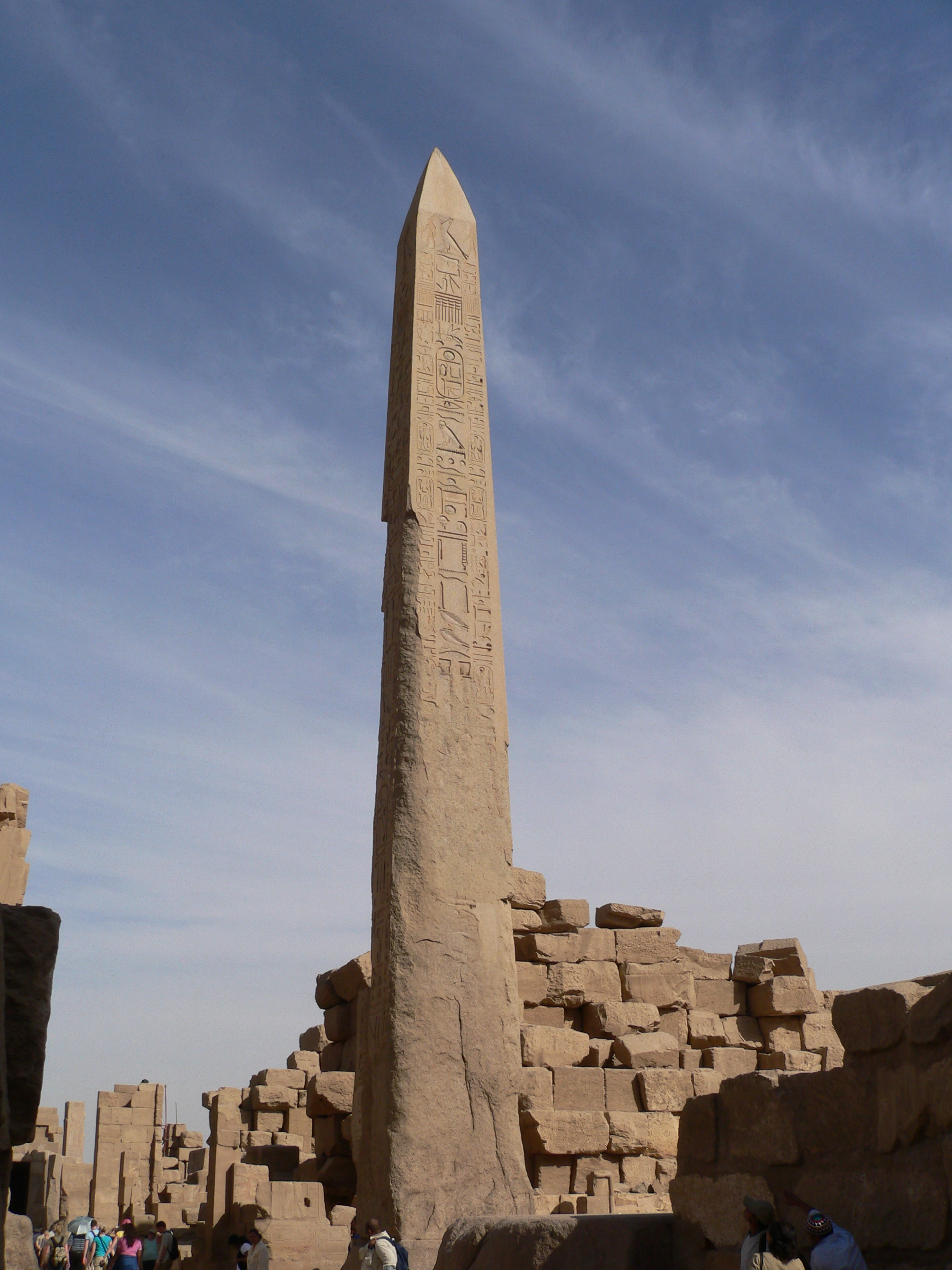
مسلة تحتمس الأول بين البوابتين الثالثة والرابعة، الأسرة الثامنة عشر

في ساحة ضيقة، توجد عدة مسلات، إحداها تعود إلى تحتمس الأول، ويبلغ ارتفاعها 21.2 مترًا وتزن نحو 150 طنًا. وبالقرب منها تقع مسلة حتشبسوت الباقية، التي يبلغ ارتفاعها نحو 30 مترًا. لاحقًا قام الملوك بإخفاء هذه المسلة عن الرؤية من مستوى الأرض وبنوا جدرانًا حولها. أما رفيقتها، فهي محطمة بجوار البحيرة المقدسة.

### البوابتان الرابعة والخامسة
تم بناء هاتين البوابتين بواسطة تحتمس الأول.

### البوابة السادسة
تم بناء البوابة السادسة بواسطة تحتمس الثالث، ويؤدي إلى قاعة السجلات التي سجل فيها الملك جزياته. تحتوي البوابة أيضًا على بعض صور الإله آمون التي قام توت عنخ آمون بإعادتها بعد أن تم تخريبها من قبل أخناتون. لاحقًا تم إعادة نحت هذه الصور من قبل حورمحب الذي استحوذ أيضًا على نقوش ترميمات توت عنخ آمون.

### معبد فيليب أرهيزيوس
تم بناء هذا المعبد في زمن فيليب أرهيزيوس، في موقع المعبد السابق الذي بناه تحتمس الثالث. يحتوي هذا المعبد على كتل من المعبد السابق ولا تزال النقوش القديمة مرئية.

### هياكل المملكة الوسطى
تم اكتشاف عمود يحمل اسم إنتف الثاني، وهو ملك من الأسرة الحادية عشرة، في أوائل الثمانينيات.
تم التحقيق في ما يسمى بـ "ساحة الدولة الوسطى" في مركز مجمع الكرنك منذ القرن التاسع عشر. تم افتراض وجود معبد للإله آمون في هذا الموقع، حتى كشف المركز الفرنسي المصري لدراسات معابد الكرنك (CFEETK) خلال موسمه الافتتاحي في عام 2002 عن أساسات متناسقة من الطوب النيء بعرض أكثر من 33 مترًا في ساحة البوابة السادسة، على بعد حوالي ثلاثين مترًا غرب ساحة المملكة الوسطى.
 خمس سنوات من العمل كشفت عن مجمع ديني بعرض حوالي 70 مترًا وطول يزيد عن 100 متر، "من المحتمل أن يتكون من أحواش متحدة المركز وجدران محيطة بالمخازن، ومنصة وصول أمامية ومكان إقامة الإله." يبدو أن هذا المجمع تأسس على مساحة كبيرة تم تطويرها من خلال بناء جدران من الأتربة، دون وجود آثار معمارية أقدم.

### قاعة احتفالات تحتمس الثالث
تقع هذه القاعة شرق المجمع الرئيسي للمعبد. بين الحرم وقاعة الاحتفالات توجد مساحة مفتوحة، ويُعتقد أن هذه المساحة كانت تحتوي على الأضرحة والمعابد الأصلية من فترة الدولة الوسطى قبل تفكيكها لاحقًا.
قاعة الاحتفالات (أو أخ-منو – "أعظم الآثار") نفسها تتجه بزاوية قائمة على المحور الرئيسي الشرقي–الغربي للمعبد. تم بناء هذه القاعة في الأصل للاحتفال باليوبيل (عيد سد) لتحتمس الثالث، ولاحقًا أصبحت جزءًا من احتفالات عيد الأوبت السنوية. في هذا المعبد، تعرض قائمة ملوك الكرنك تحتمس الثالث بجوار بعض الملوك السابقين الذين بنوا أجزاء من مجمع المعبد. وتحتوي على حديقة تحتمس الثالث النباتية.

## المحور الشمالي/الجنوبي

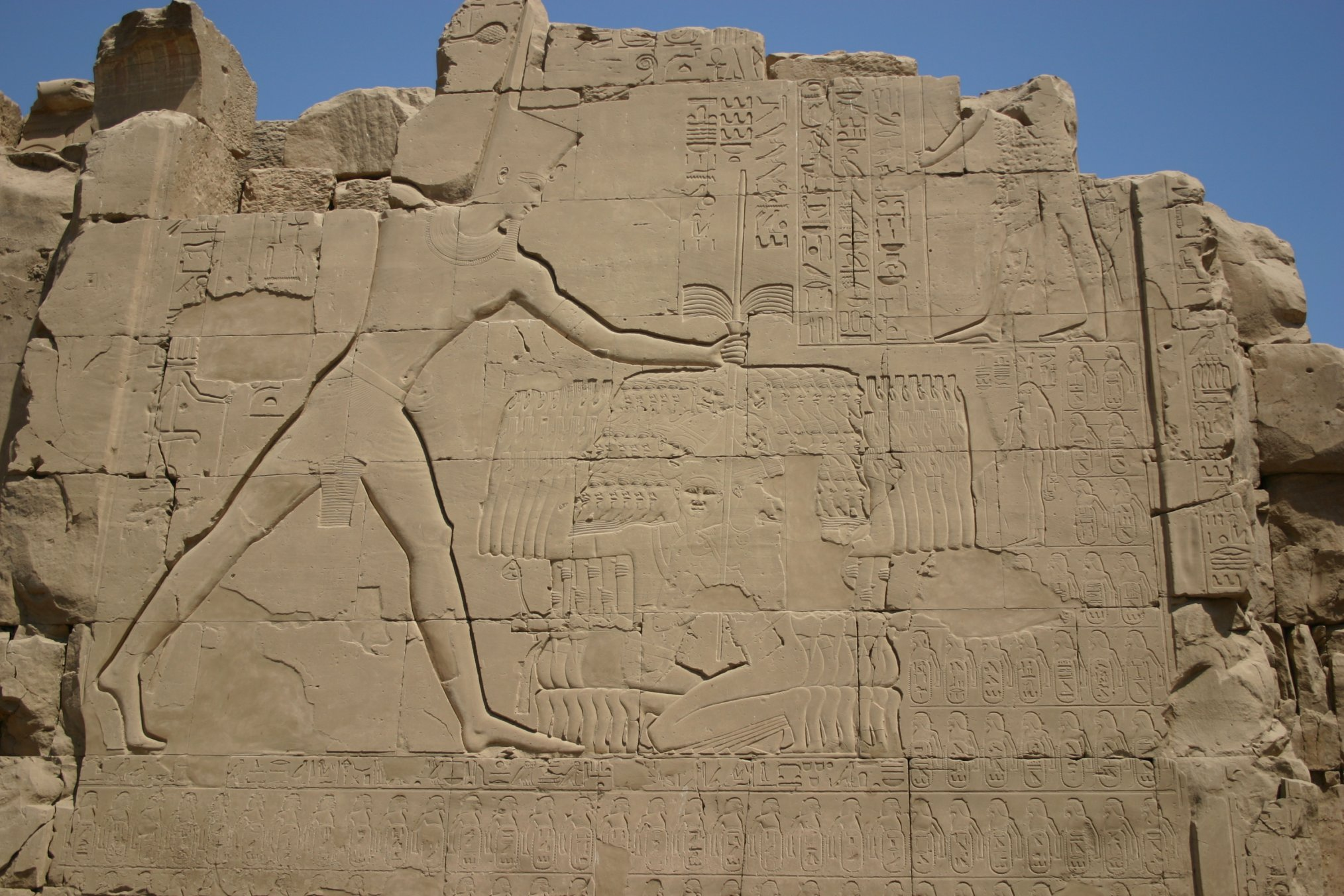
تحتمس الثالث يضرب أعداءه الآسيويين

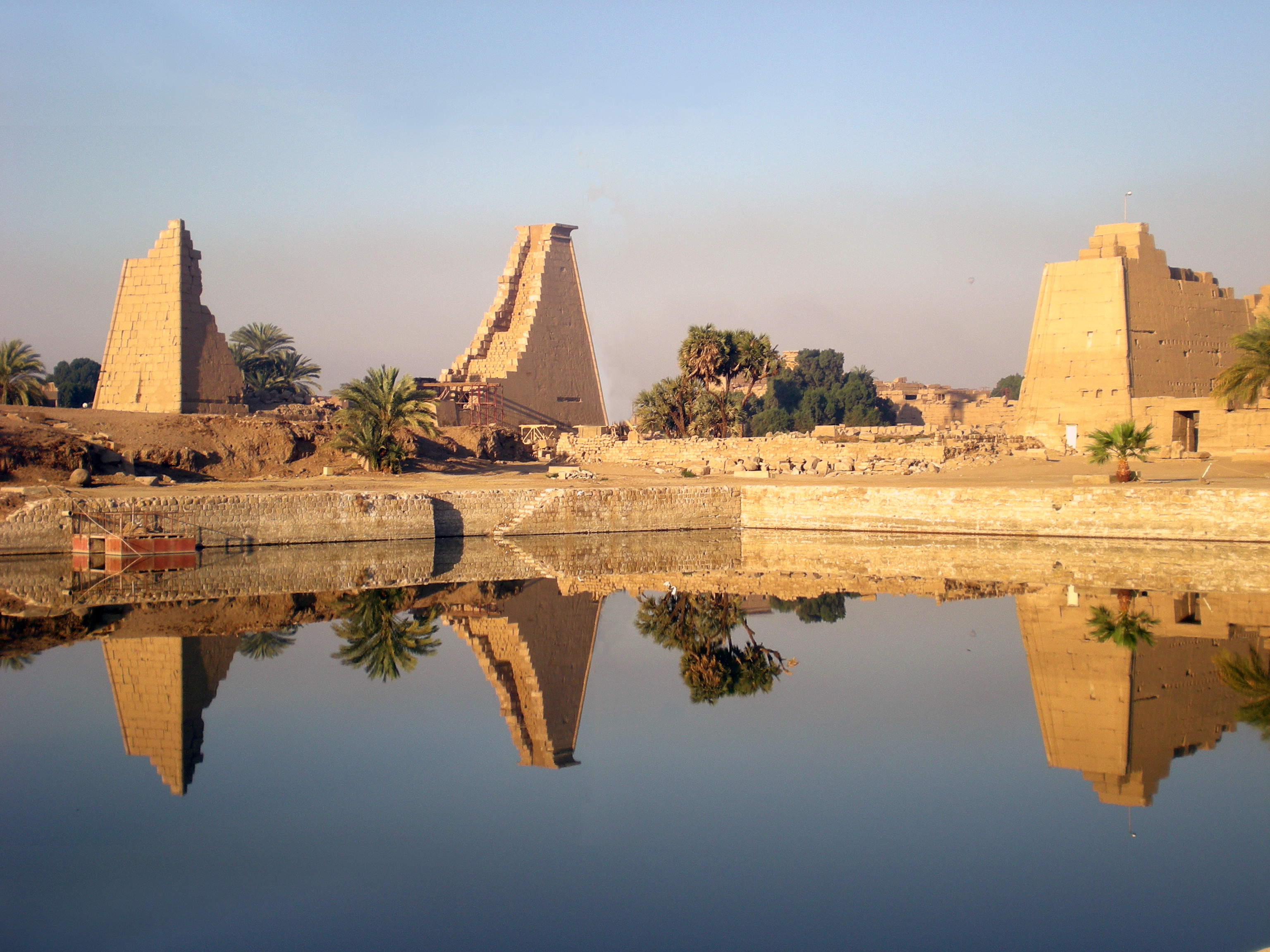
بحيرة الكرنك المقدسة داخل حرم آمون-رع

يمتد هذا المحور، الذي يحتوي على صروح ضخمة، نحو حرم موت. معظم هذه المنطقة مغلق أمام السياح لأنها تحت إعادة بناء وحفريات نشطة.

### الفناء الأول (فناء الخبيئة)
تم اكتشاف أكثر من 900 تمثال في عام 1903 بواسطة جورج لجران مدفونة تحت هذا الفناء المفتوح. ويُعتقد أنه تم دفن هذه التماثيل في الفترة البطلمية، خلال إحدى عمليات إخلاء المجمع لإعادة البناء أو التشييد.

### البوابة السابعة
على الجانب الجنوبي، يوجد نقش يظهر فيه تحتمس الثالث يضرب أعداءه الآسيويين، وتحت هذا النقش توجد قائمة بأسماء المدن والشعوب التي غزاها في حملاته في سوريا وفلسطين.
تم العثور على كاشيت الكرنك الشهيرة التي تحتوي على ما يقرب من 800 تمثال حجري و17,000 تمثال برونزي، بالإضافة إلى قطع أثرية أخرى، مدفونة هنا بواسطة جورج لجران في حوالي 1903-1905.

### الفناء الثاني
على الجانب الشرقي من الفناء، يوجد ضريح من الألباستر، تم بناؤه لليوبيل الخاص بتحتمس الثالث.

### البوابة الثامنة
بُني بواسطة حتشبسوت، ويعد الصرح الثامن نهاية المنطقة المتاحة عادة للجمهور.

### البوابة التاسعة
تم بناء هذا الصرح (أو على الأقل إكماله) بواسطة حورمحب. هذا الصرح مجوف ويتيح الوصول إلى قمته عبر سلالم داخلية.

### البوابة العاشرة
مرة أخرى، كان حورمحب هو الذي بنى هذا الصرح الأخير، مستخدمًا أحجار التلاتات من المعبد المفكك معبد أمنحتب الرابع كمواد بناء أساسية. تحتوي البوابة على أربعة سجلات من المشاهد التي نُقشت باسم حورمحب.

## هياكل أخرى
تقع داخل الأجزاء الخارجية للمجمع عدة هياكل أخرى، بعضها متاح للجمهور.

### البحيرة المقدسة
كانت البحيرة المقدسة حيث يتطهر الكهنة قبل أداء الطقوس في المعبد. يتم الآن عرض عرض الصوت والضوء من منطقة جلوس بجوار البحيرة.

### معبد بتاح
يقع هذا المعبد الصغير شمال المعبد الرئيسي لأمون، داخل الجدار المحيط مباشرة. تم بناء هذا المعبد بواسطة تحتمس الثالث على موقع معبد يعود إلى الدولة الوسطى. وقد تم توسيعه لاحقًا بواسطة البطالمة.

### معبد رمسيس الثاني
يُعرف أيضًا باسم معبد الأذن السامعة، ويقع هذا المعبد شرق المجمع الرئيسي، على المحور الشرقي-الغربي. تم بناؤه في عهد رمسيس الثاني.

### معبد خونسو
يُعد هذا المعبد مثالًا لمعبد مكتمل تقريبًا من الدولة الحديثة، وقد بُني في الأصل بواسطة رمسيس الثالث على موقع معبد أقدم (تم ذكر بنائه في بردية هاريس).

## المتحف المفتوح
أعادت بعض الصروح استخدام هياكل أقدم في قلبها. في المتحف المفتوح، الواقع في الزاوية الشمالية الغربية من المجمع، توجد إعادة بناء لبعض هذه الهياكل القديمة، من أبرزها المقصورة الحمراء لـ حتشبسوت والمقصورة البيضاء لـ سنوسرت الأول.

## قراءات إضافية
- بليث، إليزابيث. الكرنك: تطور المعبد. روتليدج، أبينجدون ونيويورك، 2006. (ردمك 978-0-203-96837-6).
- ويغال، أ.إي.ب. دليل لآثار مصر العليا، ميثوين، لندن، 1910
- سترودويك، ن & هـ طيبة في مصر، مطبعة جامعة كورنيل، إيثاكا، نيويورك، 1999
- قاعدة بيانات قابلة للبحث عن كاشيت التماثيل (بالفرنسية)